# Головний майстер-сержант
Головний майстер-сержант — військове звання в Збройних силах України та в деяких інших державах. Найвище військове звання сержантського складу.
Звання введене в Україні Законом № 205-IX від 17 жовтня 2019 року. У Військово-Морських Силах ЗСУ, серед корабельного складу, званню головного майстер-сержанта відповідає військове звання головний майстер-старшина.
Звання головний майстер-сержант у структурі сержантського корпусу Збройних Сил України відповідає посаді головного сержанта Сухопутних військ ЗСУ, Повітряних Сил ЗСУ, Командування об'єднаних сил ЗСУ, Генерального штабу ЗСУ та головного сержанта ЗСУ (всього п'ять посад).

## Історія звання в Збройних силах України
Збройні сили України, які утворилися в 1991 році внаслідок здобуття Україною незалежності та виходу зі складу СРСР, перейняли радянський зразок військових звань, а також радянських знаків розрізнення. У тогочасній Українській армії було чотири сержантських звання молодший сержант, сержант, старший сержант, старшина. У 2005 році було скасовано окрему на той час категорію військовослужбовців «прапорщики та мічмани» і військові звання прапорщик та старший прапорщик стали військовими званнями сержантського складу.

### Реформа 2016 року
У травні 2016 року, під час польових зборів сержантського і старшинського складу ЗСУ на житомирському полігоні Десантно-штурмових військ ЗСУ, головним старшиною Збройних Сил України була представлена Президенту України оновлена Концепція розвитку професійного сержантського корпусу, яка зокрема передбачала впровадження нового переліку сержантських і старшинських звань. 05.07.2016 року Президентом України був затверджений «Проєкт однострою та знаки розрізнення Збройних Сил України», де серед іншого були розглянуті зміни серед військових звань та нові знаки розрізнення військовослужбовців. Кількість сержантських звань повинна була значно розширитися, так за проєктом кількість сержантських звань налічувала уже сім: сержант, старший сержант, головний сержант, штаб-сержант, головний штаб-сержант, майстер-сержант та головний майстер-сержант.
18.07.2017 року виходить наказ Міністерства оборони України № 370 «Про затвердження Зразків військової форми одягу та загальних вимог до знаків розрізнення військовослужбовців та ліцеїстів військових ліцеїв», де частково затверджуються нововведення 2016 року. Так вводилися перехідні знаки розрізнення зі збереженням старих військових звань зразку 1991 року.

### Зміни 2019 року
В 2019 році Верховна рада України, затвердила законопроєкт яким скасовувалися звання прапорщик та старший прапорщик, мічман та старший мічман, а також вводилися нові сержантські та старшинські звання. Так до сержантських та старшинських звань увійшли: звання молодшого сержантського та старшинського складу — молодший сержант / старшина 2 статті, сержант / старшина 1 статті; старшого сержантського та старшинського складу — старший сержант / головний старшина, перший сержант / головний корабельний старшина, штаб-сержант / штаб-старшина; вищого сержантського та старшинського складу — майстер-сержант / майстер-старшина, старший майстер-сержант / старший майстер-старшина, головний майстер-сержант / головний майстер-старшина.

### Реформа 2020 року
30.06.2020 року виходить наказ Міністерства оборони України № 238 «Про внесення змін до наказу Міністерства оборони України від 20 листопада 2017 року N 606», де фігурують нові сержантські звання та надано опис знаків розрізнення.
4 листопада 2020 року, у зв'язку зі змінами законодавства щодо військових звань вищого офіцерського складу, під час яких військове звання сержантського складу перший сержант було змінено на головний сержант, виходить наказ Міністерства оборони України № 398 «Про затвердження Змін до Правил носіння військової форми одягу та знаків розрізнення військовослужбовцями Збройних Сил України, Державної спеціальної служби транспорту та ліцеїстами військових ліцеїв», де серед іншого надавався опис знаків розрізнення та опис одностроїв, а також надано зображення знаків розрізнення.
До сержантського складу на даний час входять військові звання: молодший сержант, сержант, старший сержант, головний сержант, штаб-сержант, майстер-сержант, старший майстер-сержант, головний майстер-сержант. Знаки розрізнення побудовані на комбінації шевронів (кутоподібних личок) та дугоподібних личок, які розміщені на погоні. Знаками розрізнення головного майстер-сержанта стали чотири шеврони (один широкий а вище нього три вузьких) нижче яких одна дугоподібна личка.
На знаках розрізнення військовослужбовців у військовому званні головний майстер-сержант та головний майстер-старшина, на час перебування на посаді головного сержанта Збройних сил України розміщують ромбоподібну зірку між широким шевроном та дугоподібною личкою.
| Нижче за рангом: Старший майстер-сержант | Головний майстер-сержант | Вище за рангом: Молодший лейтенант |

## США

Шеврон головного майстер-сержанта Повітряних сил США (з 1998 року).

Шеврон головного майстер-сержанта Повітряних сил США (до 1998 року).

Головний майстер-сержант  (англ. Chief Master Sergeant)— найвище військових звань сержантського складу Повітряних сил США.
У Повітряних силах США це звання належить до дев'ятого ступеня військової ієрархії (E-9) та є на одну щаблю вище за звання Старший майстер-сержант.
У відповідності до федеральних законів США, один відсоток сержантського складу Повітряних сил може носити звання Головний майстер-сержант..